# Capitão Leônidas Marques
Capitão Leônidas Marques è un comune del Brasile nello Stato del Paraná, parte della mesoregione dell'Oeste Paranaense e della microregione di Cascavel.